# キャリー・アン (曲)
「キャリー・アン」（Carrie Anne）は、ホリーズが1967年に発表したシングル。

## 概要
レコーディングは1967年5月1日にEMIレコーディング・スタジオで行われた。作詞作曲はアラン・クラーク、グラハム・ナッシュ、トニー・ヒックス。マリアンヌ・フェイスフルのために書かれた歌であることが後年明らかにされた。フェイスフルの名前をそのまま使うにはあからさま過ぎ、"キャリー・アン" としたとナッシュは述べている。
同年5月26日、シングルA面曲として発表された。B面は「恋のサイン（Signs That Will Never Change）」。なお第1テイクのバージョンが、コンピレーション・アルバム『The Hollies at Abbey Road: 1966 to 1970』に収められている。
本作品は全英シングルチャートで3位を記録し、8月12日付のビルボード・Hot 100で9位を記録した。
ヒックスとナッシュがソロで歌う箇所がある。間奏でスチールドラムが用いられているのが特徴的である。
本作品にちなんで名前を付けられた人物にカナダの女優のキャリー＝アン・モスがいる。